# 775 Люм'єр
775 Люм'єр (775 Lumiere) — астероїд головного поясу, відкритий 6 січня 1914 року.
Тіссеранів параметр щодо Юпітера — 3,225.
Названо на честь братів Люм'єр, родоначальників кіно.